# New Girl/Staffel 2
Die zweite Staffel der US-amerikanischen Sitcom New Girl feierte ihre Premiere am 25. September 2012 auf dem Sender FOX. Die deutschsprachige Erstausstrahlung sendete der deutsche Free-TV-Sender ProSieben vom 8. Mai bis zum 28. August 2013. In den Vereinigten Staaten wurde die DVD zur zweiten Staffel am 1. Oktober 2013 veröffentlicht. In Deutschland ist die DVD zur zweiten Staffel seit dem 29. November 2013 erhältlich.

## Darsteller
| Figur                  | Darsteller       | Deutscher Sprecher |
| ---------------------- | ---------------- | ------------------ |
| Jessica „Jess“ Day     | Zooey Deschanel  | Anja Stadlober     |
| Nicholas „Nick“ Miller | Jake Johnson     | Tim Knauer         |
| Schmidt                | Max Greenfield   | Robin Kahnmeyer    |
| Cecilia „Cece“ Parekh  | Hannah Simone    | Susanne Geier      |
| Winston Bishop         | Lamorne Morris   | Tobias Nath        |
| Nebendarsteller        |                  |                    |
| Tanya Lamontagne       | Rachael Harris   | Cathrin Vaessen    |
| Shelby                 | Kali Hawk        | Luise Helm         |
| Russell                | Dermot Mulroney  | Thomas Nero Wolff  |
| Nadia                  | Rebecca Reid     | Juliana Cukier     |
| Robby                  | Nelson Franklin  | Matti Klemm        |
| Sam Sweeny             | David Walton     | Sascha Rotermund   |
| Emma                   | Carla Gugino     | Victoria Sturm     |
| Bob Day                | Rob Reiner       | Roland Hemmo       |
| Joan Day               | Jamie Lee Curtis | Karin Buchholz     |
| Angie                  | Olivia Munn      | Maria Koschny      |
| Shivrang               | Satya Bhabha     | Bastian Sierich    |
| Outside Dave           | Steve Agee       | Werner Böhnke      |
| Elizabeth              | Merritt Wever    | Corinna Dorenkamp  |
| Principal Foster       | Curtis Armstrong | Gerald Schaale     |

## Episoden
| Nr. (ges.) | Nr. (St.) | Deutscher Titel      | Originaltitel         | Erstausstrahlung USA | Deutschsprachige Erstausstrahlung (D) | Regie             | Drehbuch                                | Zuschauer (USA) | Zuschauer (Deutschland) |
| --- | --------- | -------------------- | --------------------- | -------------------- | ------------------------------------- | ----------------- | --------------------------------------- | --------------- | ----------------------- |
| 25 | 1         | Penis-Party          | Re-Launch             | 25. Sep. 2012        | 8. Mai 2013                           | Steve Pink        | Kay Cannon                              | 5,35 Mio.       | 0,99 Mio.               |
| Jess verliert ihren Job, doch lehnt jeden Versuch ihrer Mitbewohner, sie wieder aufzubauen, ab. Schmidt ist überglücklich, da er nach zwei Monaten endlich seinen Penisgips wieder loswird. Um das zu feiern, beschließt er in Nicks Bar eine Penis-Party zu veranstalten. Im Verlauf der Feier taucht auch Schmidts Ex-Freundin Cece auf, was Schmidts ausgelassener Stimmung aber nicht schadet. Erst als Ceces neuer Freund Robby auftaucht, lässt Schmidts Laune stark nach. |           |                      |                       |                      |                                       |                   |                                         |                 |                         |
| 26 | 2         | Katie                | Katie                 | 25. Sep. 2012        | 8. Mai 2013                           | Larry Charles     | Elizabeth Meriwether                    | 5,18 Mio.       | 0,88 Mio.               |
| Da Jess jetzt arbeitslos ist, putzt und bastelt sie zunehmend zuhause, womit sie ihren Mitbewohnern allmählich auf die Nerven geht. Um Jess aus dem Haus zu bekommen, schlägt Nick ihr vor, wieder „auf Männerfang“ zu gehen, was Jess mit Nicks Hilfe auch tut. Um wieder in Kontakt mit Männern zu kommen, bittet sie Nick, ihre Handynummer an den Lieferanten seiner Bar weiterzugeben. Um noch mehr Männer kennenzulernen, beschließt Jess, sich Katie zu nennen und landet daraufhin mit Sam im Bett, mit dem sie den besten Sex ihres Lebens hat. Auch der Lieferant aus Nicks Bar hat Interesse an Jess, doch der Lieferant, dem Nick die Nummer gegeben hat, ist nicht der, an dem Jess interessiert ist. |           |                      |                       |                      |                                       |                   |                                         |                 |                         |
| 27 | 3         | Der Anheizer         | Fluffer               | 2. Okt. 2012         | 15. Mai 2013                          | Fred Goss         | J. J. Philbin                           | 4,99 Mio.       | 1,45 Mio.               |
| Jess genießt den beeindruckenden und bedeutungslosen Sex mit Sam, doch sehnt sich gleichzeitig auch nach normalen Dates, bei denen sie einfach nur nett mit jemandem ins Kino oder in eine Bar geht. Um Jess das Gefühl zu geben, sich nicht nur in Sexabenteuer zu stürzen, schlägt Schmidt vor, mit ihm, Nick und Winston auszugehen, um in normaler Gesellschaft zu sein. Als Schmidt und Winston das Date kurzfristig absagen müssen, kümmert sich Nick übermäßig sorgfältig um Jess, dass Winston misstrauisch wird. |           |                      |                       |                      |                                       |                   |                                         |                 |                         |
| 28 | 4         | Neue Nachbarn        | Neighbors             | 9. Okt. 2012         | 15. Mai 2013                          | Steve Pink        | Berkley Johnson                         | 4,94 Mio.       | 1,26 Mio.               |
| Jess verbringt ihre Tage aufgrund ihrer Arbeitslosigkeit auf der Couch und schaut sich 1980er-Jahre-Sitcoms an, bis in der gegenüberliegenden Wohnung neue Nachbarn einziehen. Die neuen Nachbarn Chaz, Fife, Sutton und Brorie schließen Jess sofort in ihr Herz, doch die anderen WG-Mitglieder finden sie eher langweilig und doof, was durch Schmidts Versuche, auch jung und hip zu sein, nur noch verstärkt wird. |           |                      |                       |                      |                                       |                   |                                         |                 |                         |
| 29 | 5         | Models               | Models                | 23. Okt. 2012        | 22. Mai 2013                          | Eric Appel        | Josh Malmuth                            | 5,16 Mio.       | 1,58 Mio.               |
| Cece beschließt, ihren Geburtstag nicht wie jedes Jahr mit Jess am Küchentisch zu feiern, sondern mit ihren Modelfreundinnen in einen Club zu gehen. Obwohl Jess eigentlich keine Lust auf Feiern im Club hat, geht sie mit, doch im Verlauf des Abends sinkt ihre Laune weiter, und sie fängt an, Ceces Modelfreundinnen zu beleidigen, was auch zu einem Streit zwischen ihr und Cece führt. Währenddessen streiten in der WG Schmidt und Nick sich um einen Keks. |           |                      |                       |                      |                                       |                   |                                         |                 |                         |
| 30 | 6         | Halloween            | Halloween             | 30. Okt. 2012        | 22. Mai 2013                          | Jesse Peretz      | David Iserson                           | 4,75 Mio.       | 1,48 Mio.               |
| Über Halloween arbeitet Jess auf dem Jahrmarkt in einem Spukschloss. In ihrem Zombie-Arbeitskostüm will sie ihrem „Bettfreund“ Sam ihre Liebe gestehen, was sich jedoch als schwieriger als gedacht herausstellt. Währenddessen versucht Schmidt über seine Trennung von Cece hinwegzukommen, indem er ihren neuen Freund Robbie bei jeder Gelegenheit mobbt und beleidigt. Nick versucht derweil sein Glück bei seiner Collegeliebe Amalia, mit der er in vielen schöne Erinnerungen schwelgt. |           |                      |                       |                      |                                       |                   |                                         |                 |                         |
| 31 | 7         | Wassermassagen       | Menzies               | 13. Nov. 2012        | 29. Mai 2013                          | Jason Woliner     | Kim Rosenstock                          | 4,35 Mio.       | 1,38 Mio.               |
| Jess ist immer noch arbeitslos, und mittlerweile auch pleite, so dass sie ihren Anteil an den Nebenkosten nicht mehr zahlen kann. Um Jess dazu zu bringen, sich wieder einen Job zu suchen, stellt Schmidt das Gas in der WG ab, woraufhin es kein warmes Wasser mehr gibt. Bei einem Jobangebot vermasselt Jess das Bewerbungsgespräch, da sie unter PMS leidet. Winston erklärt Schmidt, dass er auch PMS habe, woraufhin er sich zu Jess aufs Sofa legt. Nick versucht, die beiden durch eine chinesische Wassermassage wieder zu heilen, was auch vielversprechend startet. |           |                      |                       |                      |                                       |                   |                                         |                 |                         |
| 32 | 8         | Die Elternfalle      | Parents               | 20. Nov. 2012        | 29. Mai 2013                          | Jesse Peretz      | Ryan Koh                                | 4,11 Mio.       | 1,26 Mio.               |
| Thanksgiving wollen alle WG-Mitglieder mit ihrer Familie verbringen, Schmidt will mit seinem Cousin Big Schmidt Wettbewerbe veranstalten, um herauszufinden, wer der männlichere „Schmidt“ ist. Zur Jess Überraschung, kommen ihre Eltern Joan und Bob gleichzeitig zu ihr, was jedoch für Probleme sorgt, da sich beide seit ihrer Scheidung nicht mehr ausstehen können. Jess versucht trotzdem, beide wieder zusammenzubringen, was jedoch scheitert. |           |                      |                       |                      |                                       |                   |                                         |                 |                         |
| 33 | 9         | Die Uhr läuft ab     | Eggs                  | 27. Nov. 2012        | 5. Juni 2013                          | Neal Brennan      | Kay Cannon                              | 4,12 Mio.       | 1,54 Mio.               |
| Jess und Cece lassen sich bei ihrer lesbischen Frauenärztin Sadie Blut abnehmen, um ihre Fruchtbarkeit testen zu lassen. Das Ergebnis des Bluttestes schockiert Jess, und stürzt sie in eine Midlife-Crisis. Während Nick sich von seinem Projekt „Zombie-Roman“ verabschiedet, macht Jess sich Gedanken wie sie jemals ohne Freund ein Baby kriegen soll. |           |                      |                       |                      |                                       |                   |                                         |                 |                         |
| 34 | 10        | Seifenblasen         | Bathtub               | 4. Dez. 2012         | 5. Juni 2013                          | Tristram Shapeero | Donick Cary                             | 4,10 Mio.       | 1,46 Mio.               |
| Genervt vom täglichen Duschen, beschließen Jess und Winston, eine Badewanne in der WG einzubauen, was jedoch bei Schmidt und Nick auf Widerstand stößt, da sie eine Badewanne für unhygienisch halten. Um Schmidt umzustimmen, täuschen Winston und Jess einen Einbruch in Schmidts Zimmer vor. Währenddessen lernt Nick Angie kennen, doch ist durch ihren Job als Stripperin verunsichert, und ist hin- und hergerissen, was eine Beziehung mit ihr betrifft. Um sich den Traum einer eigenen Badewanne dennoch zu erfüllen, beschließen Jess und Winston, auf dem Dach eine Wohlfühloase einzurichten, was jedoch scheitert, da die mit Wasser gefüllte Oase zu schwer für das Dach ist.                        |           |                      |                       |                      |                                       |                   |                                         |                 |                         |
| 35 | 11        | Partyhopping         | Santa                 | 11. Dez. 2012        | 12. Juni 2013                         | Craig Zisk        | Luvh Rakhe                              | 4,18 Mio.       | 1,31 Mio.               |
| Am Weihnachtsabend beschließen die WG-Mitglieder auf mehrere Partys zu gehen, was sich als ziemlich anstrengend herausstellt. Winston hört schlecht, weil er eine Cranberry im Ohr hat; Nick und Angie haben Sex in einem Rentier-Schlitten, und auf der Flucht vor Sams Liebesbekundungen läuft Jess gegen eine Wand. Auf der Heimfahrt geraten sie auch noch in eine Polizeikontrolle. |           |                      |                       |                      |                                       |                   |                                         |                 |                         |
| 36 | 12        | Hüttenzauber         | Cabin                 | 8. Jan. 2013         | 12. Juni 2013                         | Alec Berg         | J. J. Philbin                           | 3,78 Mio.       | 1,27 Mio.               |
| Jess bittet Nick, mit ihr und Sam übers Wochenende wegzufahren, worauf Nick einwilligt, unter der Bedingung, dass Angie mitkommt. Schmidt ist unterdessen der Überzeugung, Winston habe zu wenig Umgang mit Schwarzen und verbringt daraufhin den Tag damit, Dinge zu tun, die Winston Spaß machen. |           |                      |                       |                      |                                       |                   |                                         |                 |                         |
| 37 | 13        | Vaterliebe           | A Father’s Love       | 15. Jan. 2013        | 19. Juni 2013                         | Jake Kasdan       | Berkley Johnson & Josh Malmuth          | 3,65 Mio.       | 1,03 Mio.               |
| Nicks Vater Walt besucht die WG und erzählt peinliche Anekdoten aus der Kindheit seines Sohnes. Währenddessen versucht Schmidt, ein Date zwischen Cece und dem von ihrer Mutter ausgesuchten Inder zu sabotieren. |           |                      |                       |                      |                                       |                   |                                         |                 |                         |
| 38 | 14        | Pepperwood           | Pepperwood            | 22. Jan. 2013        | 19. Juni 2013                         | Lynn Shelton      | Nick Adams                              | 4,05 Mio.       | 0,98 Mio.               |
| Jess fühlt eine tiefe, innere Verbindung zu einem der Schüler aus ihrem Schreibkurs, was ihre Mitbewohner nicht verstehen. Als Jess ihnen einen Text des Schülers zeigt, diagnostiziert Nick, dass der Schüler ein psychotischer Killer sei. Währenddessen versuchen Schmidt und Winston voneinander zu erfahren, was andere hinter ihrem Rücken über sie sagen. |           |                      |                       |                      |                                       |                   |                                         |                 |                         |
| 39 | 15        | Der Cooler           | Cooler                | 29. Jan. 2013        | 26. Juni 2013                         | Max Winkler       | Rebecca Addelman                        | 4,74 Mio.       | 1,48 Mio.               |
| Nick, Schmidt und Winston beschließen, zusammen einen Männerabend zu verbringen und treffen in einer Bar die attraktive Holly, die sowohl Nick als auch Schmidt versuchen für sich zu gewinnen. Winston versucht derweil sein Glück bei Daisy, die ihm hilft, wieder entspannter mit Frauen zu sprechen. Am Ende des Abends kommen die Jungs wieder nach Hause und veranstalten mit Jess ein Trinkspiel, in dessen Verlauf es zu einem Kuss zwischen Jess und Nick kommt. |           |                      |                       |                      |                                       |                   |                                         |                 |                         |
| 40 | 16        | Indische Singles     | Table 34              | 5. Feb. 2013         | 26. Juni 2013                         | Tristram Shapeero | David Iserson                           | 4,83 Mio.       | 1,45 Mio.               |
| Cece hofft beim Treffen einer indischen Single-Börse, endlich ihren Traummann zu finden, was Schmidt jedoch zu verhindern versucht, indem er mit der ganzen Clique ebenfalls auf die Veranstaltung geht und versucht, sie zurückzugewinnen. Jess und Nick diskutieren darüber, ob Jess Sam von ihrem Kuss mit Nick erzählen soll. Anu, die Veranstalterin der Single-Börse, steht auf Winston und versucht, ihn für sich zu gewinnen. |           |                      |                       |                      |                                       |                   |                                         |                 |                         |
| 41 | 17        | Der Parkplatz        | Parking Spot          | 19. Feb. 2013        | 3. Juli 2013                          | Fred Goss         | Rebecca Addelman                        | 4,31 Mio.       | 1,42 Mio.               |
| Schmidt entdeckt einen Parkplatz in unmittelbarer Umgebung der WG und entfacht damit einen Streit zwischen ihm, Nick und Jess, wer den Parkplatz für sich nutzen darf. Winston wird von Daisy zum Abendessen eingeladen, und will vorsorgen, falls es zum Sex kommen sollte, doch er findet kein Kondom. |           |                      |                       |                      |                                       |                   |                                         |                 |                         |
| 42 | 18        | Zehn Jahre zusammen  | Tinfinity             | 26. Feb. 2013        | 10. Juli 2013                         | Max Winkler       | Kim Rosenstock & Josh Malmuth           | 4,29 Mio.       | 1,35 Mio.               |
| Nick und Schmidt geben eine Party anlässlich ihres zehnjährigen Zusammenlebens in der WG. Winston will sich mit dem coolen Profisportler Jax McTavish anfreunden, was jedoch scheitert, da Jess sich an ihn heranmacht, um von Nick loszukommen. Cece und Shivrang bekommen kalte Füße aufgrund ihrer bevorstehenden Hochzeit. |           |                      |                       |                      |                                       |                   |                                         |                 |                         |
| 43 | 19        | Der Feuerfisch       | Quick Hardening Caulk | 19. März 2013        | 17. Juli 2013                         | Lorene Scafaria   | Ryan Koh Idee: Brett Baer & Dave Finkel | 4,26 Mio.       | 1,35 Mio.               |
| Nick ist viel bemühter in seinem Job als Barkeeper, was Jess sehr gefällt. Was sie jedoch nicht weiß, ist, dass Nick sich nur so sehr anstrengt, um seine neue Chefin und zugleich Freundin Shane zu beeindrucken. Winston hilft Schmidt einen Feuerfisch zu fangen, indem er offensichtlich einen Ersatz für Cece sieht. |           |                      |                       |                      |                                       |                   |                                         |                 |                         |
| 44 | 20        | Chicago              | Chicago               | 26. März 2013        | 24. Juli 2013                         | Jake Kasdan       | Luvh Rakhe                              | 4,19 Mio.       | 1,15 Mio.               |
| Nicks Vater Walt ist verstorben, und Jess, Schmidt und Winston begleiten Nick zu der Beerdigung nach Chicago. Nicks Mutter Bonnie möchte für ihren verstorbenen Ehemann eine (Elvis)-Trauerfeier, was jedoch zu teuer ist. Außerdem möchte sie, dass Nick eine Trauerrede hält, was ihn jedoch überfordert. Als Nick unter den Schwierigkeiten der Organisation einzubrechen droht, springt Jess für ihn ein. Währenddessen überwindet Schmidt mit Winstons Hilfe seine Angst vor dem Tod. |           |                      |                       |                      |                                       |                   |                                         |                 |                         |
| 45 | 21        | Date oder nicht Date | First Date            | 4. Apr. 2013         | 31. Juli 2013                         | Lynn Shelton      | J. J. Philbin & Berkley Johnson         | 4,77 Mio.       | 1,32 Mio.               |
| Nick und Jess fühlen sich immer mehr voneinander angezogen, sodass Nick beschließt, sie zu einem Dinner auszuführen. Im Restaurant bestreitet er jedoch, dass es sich um ein Date handele, und beide bestellen nur etwas zu trinken, bis sie einstimmig beschließen, dass es doch ein Date ist. Winston und Schmidt befürchten unterdessen, dass ihr Seelenverwandter Nick sie verlässt, wenn er mit Jess zusammenkommt. Um das zu verhindern, versuchen sie die Verabredung zu sabotieren. |           |                      |                       |                      |                                       |                   |                                         |                 |                         |
| 46 | 22        | Sprung ins Ungewisse | Bachelorette Party    | 9. Apr. 2013         | 7. Aug. 2013                          | Matt Sohn         | Kay Cannon & Sophia Lear                | 4,09 Mio.       | 1,35 Mio.               |
| Jess beschließt, für Cece einen Junggesellinnen-Abschied mit ihren Modelfreundinnen zu veranstalten. Um Shivrang abzulenken, sollen Winston und Nick mit ihm in die Bar gehen. Als Jess erfährt, dass Cece ihren Verlobten noch nie nackt gesehen hat, bittet sie Nick ein Foto von Shivrangs Geschlechtsteilen zu machen. Währenddessen versucht Schmidt, eine Begleitung für Ceces Hochzeit zu finden und landet bei seiner Ex-Collegefreundin Elizabeth. |           |                      |                       |                      |                                       |                   |                                         |                 |                         |
| 47 | 23        | Jungfrauen           | Virgins               | 30. Apr. 2013        | 14. Aug. 2013                         | Alec Berg         | Elizabeth Meriwether                    | 3,57 Mio.       | 1,23 Mio.               |
| Jess bekommt von einem Mann namens Teddy eine SMS mit der Bitte um ein Date. Da Jess Mitbewohner neugierig sind, haken sie nach, wer dieser Teddy ist, und erfahren schließlich, dass er derjenige ist, der Jess entjungfert hat. Da Jess meint, dass ihre Entjungferung die schlimmste war, erzählt sie ihren Mitbewohnern von ihrem ersten Mal. |           |                      |                       |                      |                                       |                   |                                         |                 |                         |
| 48 | 24        | Der Tag danach       | Winston’s Birthday    | 7. Mai 2013          | 21. Aug. 2013                         | Max Winkler       | Brett Baer & Dave Finkel                | 3,94 Mio.       | 1,28 Mio.               |
| Jess und Nick haben die Nacht miteinander verbracht, und als Nick am nächsten Morgen Frühstück macht, taucht Jess Vater Bob überraschend auf. Da ihr Vater ihre früheren Freunde immer eingeschüchtert hat, beschließt Jess, ihm nichts von ihr und Nick zu erzählen. Währenddessen hofft Winston auf eine Überraschungsparty zu seinem Geburtstag, was die anderen WG Mitbewohner allerdings durch die Vorbereitungen auf Ceces Hochzeit und den überraschenden Besuch von Bob vergessen haben. |           |                      |                       |                      |                                       |                   |                                         |                 |                         |
| 49 | 25        | Vorsicht Dachs!      | Elaine’s Big Day      | 14. Mai 2013         | 28. Aug. 2013                         | Jake Kasdan       | Christian Magalhᾶes & Bob Snow          | 4,07 Mio.       | 1,50 Mio.               |
| Der Tag von Ceces und Shivrangs Hochzeit ist gekommen, und als Schmidt versehentlich das Ankleidezimmer der Braut betritt, glaubt er, in Ceces Augen einen Hilferuf zu sehen. Um die Hochzeit zu verhindern, überredet er Winston, zusammen mit ihm die Hochzeit zu sabotieren. Daraufhin erschreckt Winston das Pferd, auf dem Shivrang zur Zeremonie reitet, manipuliert die Musikanlage und lässt aus Versehen einen Dachs in die Lüftungsanlage. Währenddessen reden Jess und Nick über ihre Beziehung, und Jess bittet Nick, ihre Beziehung nicht voreilig aufzugeben, woraufhin er sie leidenschaftlich küsst, und sie gemeinsam in den Sonnenuntergang fahren.                                              |           |                      |                       |                      |                                       |                   |                                         |                 |                         |